# Kung Fu Panda 2
Kung Fu Panda 2 – amerykański film animowany ze studia DreamWorks Pictures z 2011 roku w technologii 3D. Film jest kontynuacją pierwszej części przygód o pandzie Po.

## Fabuła
Marzenia Po w końcu się spełniają – w najbardziej nieoczekiwany sposób przechodzi drogę od sprzedawcy makaronu do mistrza sztuk walki. Teraz może w pełni cieszyć się zasłużoną pozycją Smoczego Wojownika, chroniąc okolicę wraz ze swymi przyjaciółmi i mistrzami kung fu: Tygrysicą, Małpą, Modliszką, Żmiją i Żurawiem.
Nowe, cudowne życie Po jest jednak zagrożone wraz z pojawieniem się wszechmocnego Lorda Shena, pawia, który knuje, żeby za sprawą sekretnej, niemożliwej do pokonania broni dokonać podboju Chin i na zawsze zniszczyć sztukę kung fu. W dodatku dla Smoczego Wojownika w pewnym momencie staje się jasne, że Pan Ping, właściciel restauracji, nie jest jego biologicznym ojcem. W obliczu takiego wyzwania Po musi przyjrzeć się swojej przeszłości i poznać prawdę na temat swojego, owianego do tej pory mgłą tajemnicy, pochodzenia.
Podążając tym tropem Po poznaje prawdę o sobie samym. Dzięki tej wiedzy będzie mógł uwolnić drzemiącą w nim moc, niezbędną by stawić czoła Shenowi i jego armii.

## Obsada
| Postać               | Oryginalny dubbing    | Polski dubbing               | Zwierzę             |
| -------------------- | --------------------- | ---------------------------- | ------------------- |
| Po                   | Jack Black            | Marcin Hycnar                | panda wielka        |
| Mistrz Shifu         | Dustin Hoffman        | Jan Peszek                   | panda mała          |
| Tygrysica            | Angelina Jolie        | Brygida Turowska             | tygrys chiński      |
| Modliszka            | Seth Rogen            | Krzysztof Banaszyk           | modliszka chińska   |
| Żmija                | Lucy Liu              | Izabella Bukowska-Chądzyńska | trwożnica pospolita |
| Żuraw                | David Cross           | Tomasz Bednarek              | żuraw mandżurski    |
| Małpa                | Jackie Chan           | Jarosław Boberek             | rokselana złocista  |
| Mistrz Krokodyl      | Jean-Claude Van Damme | Mikołaj Klimek               | krokodyl różańcowy  |
| Mistrz Wół           | Dennis Haysbert       | Zbigniew Konopka             | bawół indyjski      |
| Mistrz Nosorożec     | Victor Garber         | Grzegorz Pawlak              | nosorożec jawajski  |
| Lord Shen            | Gary Oldman           | Krzysztof Dracz              | paw indyjski        |
| Pan Ping (ojciec Po) | James Hong            | Wojciech Paszkowski          | gęś łabędzionosa    |
| Wróżbitka            | Michelle Yeoh         | Anna Gajewska                | koza domowa         |
| Przywódca wilków     | Danny McBride         | Jacek Radziński              | wilk tybetański     |

## Nagrody
Film był nominowany do Oscara w kategorii Najlepszy film animowany.